# Kičera (città)
Kičera (in russo Кичера?) è un insediamento di tipo urbano della Russia, situato nella Repubblica di Buriazia, sulle rive dell'omonimo fiume.
Il centro abitato venne fondato alla fine degli anni settanta durante la costruzione della Ferrovia Bajkal-Amur.